# Логистический аудит
Логистический аудит — комплексная проверка эффективности работы логистических подсистем предприятия. В ходе логистического аудита проводится выявление «проблемных зон», составляется дерево причинно-следственных связей между ними, проводятся экономические расчеты системы управления запасами, использования площадей, продаж.

## Описание
В рамках логистического аудита проверяются:
1. материально-техническое снабжение (закупки);
2. планирование продаж — производства — закупок;
3. складирование, хранение, комплектация и перемещение товаров;
4. распределение товара по цепочке поставок.

Результатом логистического аудита является отчет, содержащий:
1. Оценку состояния логистической системы на предприятии «как есть»
2. Перечень организационных, технических, информационных и технологических рекомендаций для улучшения каждой из подсистем логистики.
3. Оценку необходимости изменений и предварительную окупаемость инвестиций.

По результатам логистического аудита, как правило, имеют место проекты, связанные с:
1. Разработкой стратегии логистической составляющей компании;
2. Проектирование (реинжиниринг) логистической системы или её подсистемы (например, проектирование складского комплекса)
3. Разработка системы регламентации бизнес-процессов логистики.